# Базилика Девы Марии (Маастрихт)

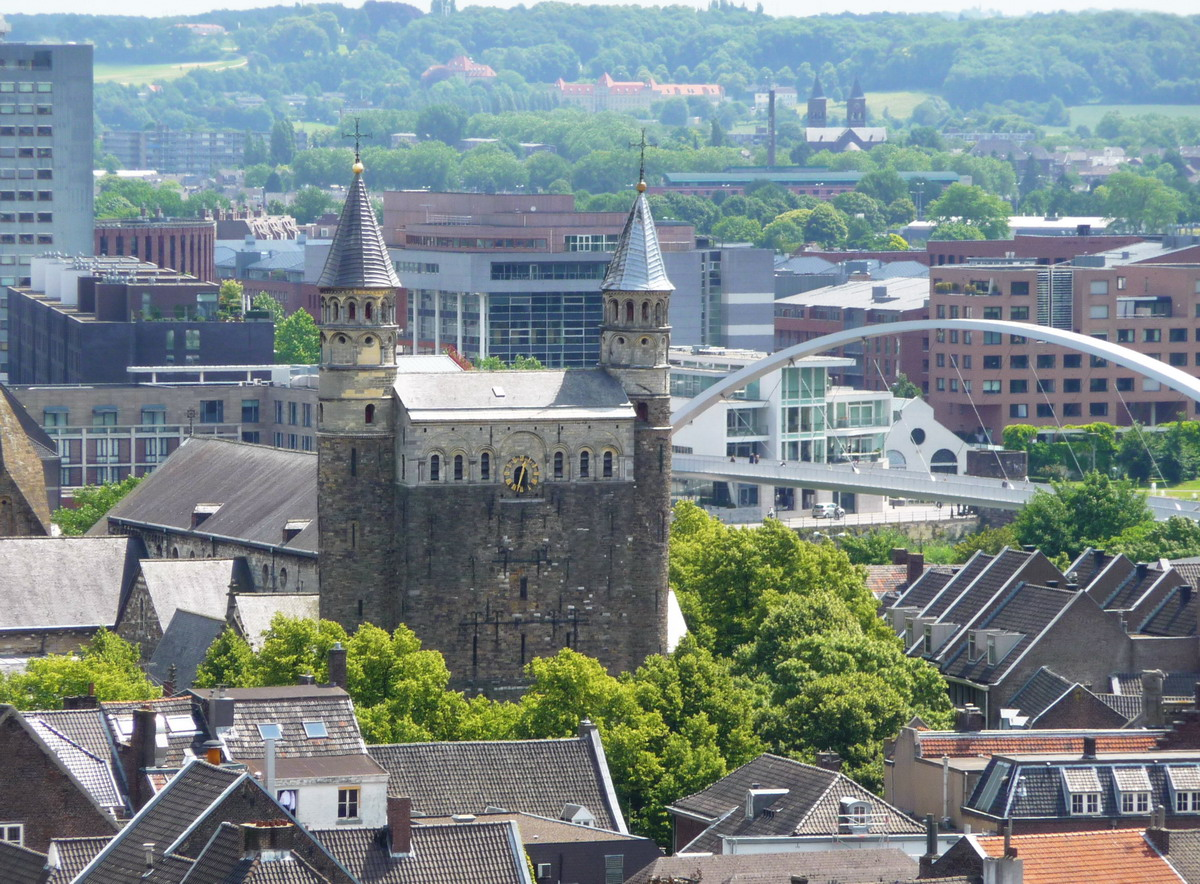

Базилика Девы Марии (нидерл. Basiliek van Onze-Lieve-Vrouw-Tenhemelopneming) — католическая церковь в Маастрихте, относится к епархии Рурмонда.
Церковь была построена в романском стиле на фундаменте более древнего сооружения. Вместе с другой маастрихтской базиликой, Святого Серватия, является старейшими христианскими храмами Нидерландов.
Точная дата строительства неизвестна, предполагается, около 1000 года. Большинство современных архитектурных элементов здания датируются XI-XII вв. и выполнены в мозанском стиле. В XIII веке был построен неф в готическом стиле.
Западный фасад с двумя готическими башнями стал напоминать оборонительную стену.
В 1794 году Маастрихт стал часть Первой Французской республики, и в 1798 году церковь была упразднена, но не разрушена, а использовалась в хозяйственных целях. Некоторое время в здании находилась конюшня военного гарнизона. Регулярные богослужения возобновились лишь с 1837 года.
В 1886-1916 гг церковь была реконструирована по проекту Питера Кёйперса. Был восстановлен хор, многим элементам был придан романский стиль. Все витражи установлены в конце XIX или в XX веке.
20 февраля 1933 года Папа Римский Пий XI присвоил храму статус малой базилики.
До настоящего времени, несмотря на многочисленные перестройки, сохранилась крипта 1000-летней давности.
Базилика Девы Марии входит в Топ-100 мест культурного наследия Нидерландов.